# 姚坪乡
姚坪乡，是中华人民共和国湖北省十堰市房县下辖的一个乡镇级行政单位。

## 行政区划
姚坪乡下辖以下地区：
姚坪村、西坡村、平沟村、彪虎村、虎尾沟村、观音沟村、化口村、屈家坡村、金牛村、黄坪村、马家坡村、白石村、庆口村、红庙村、肖家沟村和碾盘村。